# Brandon Kozun
Brandon Scott Kozun (* 8. März 1990 in Los Angeles, Kalifornien) ist ein ehemaliger US-amerikanisch-kanadischer Eishockeyspieler, der im Verlauf seiner aktiven Karriere zwischen 2006 und 2024 hauptsächlich in der American Hockey League (AHL) sowie Kontinentalen Hockey-Liga (KHL) auf der Position des rechten Flügelstürmers gespielt hat. Zudem absolvierte Kozun weitere 20 Partien für die Toronto Maple Leafs in der National Hockey League (NHL) und verbrachte eine Spielzeit beim ERC Ingolstadt in der Deutschen Eishockey Liga (DEL).

## Karriere

### Jugend
Brandon Kozun wurde in Los Angeles geboren und begann dort mit dem Eishockeyspielen, zog jedoch im Alter von zehn Jahren mit seiner Familie ins kanadische Calgary. Dort lief er für regionale Juniorenteams auf, bevor er 2005/06 ein Jahr an der prestigeträchtigen Privatschule Shattuck-Saint Mary’s in Faribault verbrachte. Anschließend kehrte er nach Calgary zurück und war dort in der Spielzeit 2006/07 hauptsächlich für die Calgary Royals in der Alberta Junior Hockey League aktiv, während er parallel dazu erste Erfahrungen bei den Calgary Hitmen in der ranghöheren Western Hockey League (WHL) sammelte. Mit Beginn der Folgesaison etablierte sich der Flügelstürmer im Aufgebot der Hitmen, wobei ihm 2008/09 der Durchbruch in der WHL gelang, indem er 108 Scorerpunkte in 72 Spielen erzielte und infolgedessen ins WHL East First All-Star Team gewählt wurde. Anschließend berücksichtigten ihn die Los Angeles Kings aus seiner Geburtsstadt im NHL Entry Draft 2009 an 179. Position. Vorerst kehrte er allerdings für ein weiteres Jahr nach Calgary zurück und gewann mit den Hitmen die Playoffs um den Ed Chynoweth Cup, wobei er die WHL sowie die gesamte Canadian Hockey League in Punkten anführte und daher mit der Bob Clarke Trophy und dem CHL Top Scorer Award ausgezeichnet wurde; zudem berief man ihn erneut ins WHL East First All-Star Team.

### Profibereich

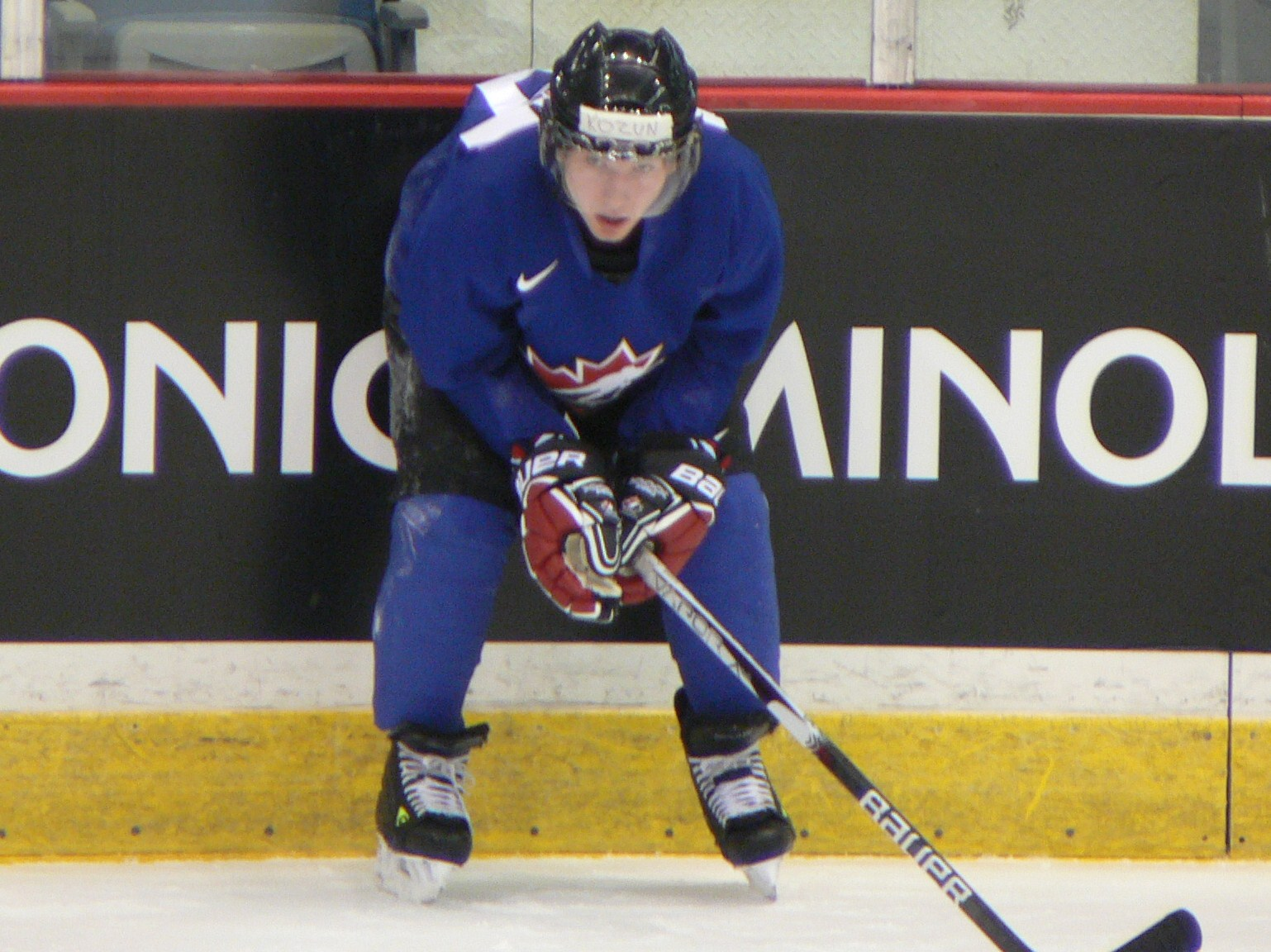
Kozun im Training der kanadischen U20-Nationalmannschaft (2009)

Im Sommer 2010 schied Kozun altersbedingt aus der WHL aus, sodass ihn die Los Angeles Kings im April mit einem Einstiegsvertrag ausstatteten. In der Folge setzten diese ihn bei ihrem Farmteam, den Manchester Monarchs, in der American Hockey League (AHL) ein, wo sich der Angreifer ebenfalls als regelmäßiger Scorer etablierte und in den folgenden drei Jahren jeweils über 20 Tore sowie knapp 50 Punkte erzielte. Trotz dieser Werte schaffte Kozun in Los Angeles nie den Sprung in die National Hockey League (NHL), sodass man ihn im Januar 2014 im Tausch für Andrew Crescenzi an die Toronto Maple Leafs abgab. Auch in Toronto lief er vorerst in der AHL für die Marlies auf, debütierte allerdings mit Beginn der Saison 2014/15 für die Maple Leafs in der NHL. In der Folge verbrachte er die Spielzeit zu etwa gleichen Teilen in NHL und AHL, wobei am Ende 20 Einsätze und vier Punkte in der höchsten Liga Nordamerikas zu Buche standen.
Sein auslaufender Vertrag wurde im Sommer 2015 nicht verlängert, sodass sich Kozun zu einem Wechsel nach Europa entschloss und sich den finnischen Jokerit aus der Kontinentalen Hockey-Liga (KHL) anschloss. Dort avancierte der Stürmer prompt zum besten Scorer des Teams und nahm am KHL All-Star Game teil. Nach einem Jahr wechselte er innerhalb der Liga zu Lokomotive Jaroslawl, die er ebenfalls in Punkten anführte und 2017 sowie 2018 erneut beim All-Star Game vertrat.
In der Saison 2018/19 war er zusammen mit Andrei Loktionow abermals Topscorer bei Lokomotive. Nach Ablauf seines Vertrages bei Lokomotive wechselte er zusammen mit Loktionow zum HK Metallurg Magnitogorsk. Im Sommer 2020 verließ er den Klub und schloss sich dem Ligakonkurrenten HK Dinamo Minsk aus Belarus an. Ein Jahr später verließ Kozun nach insgesamt sechs Jahren die KHL und wechselte zum HC Ambrì-Piotta aus der Schweizer National League. Dort war der Kanadier allerdings nur bis kurz vor den Jahreswechsel 2021/22 tätig, ehe er in die KHL zurückkehrte. Dort bestritt er im restlichen Saisonverlauf einige Partien für seinen Ex-Klub Lokomotive Jaroslawl. Im Juni 2022 kehrte er schließlich für eine Spielzeit zu Dinamo Minsk zurück. Anschließend war er zum Beginn der Spielzeit 2023/24 ohne einen neuen Arbeitgeber, den er erst im November 2023 im ERC Ingolstadt aus der Deutschen Eishockey Liga (DEL) fand und dort die Saison verbrachte. Danach stieg er nach einjähriger Pause ins Trainergeschäft ein.

### International
Kozun besitzt die doppelte Staatsbürgerschaft und entschloss sich in seiner Jugend, Kanada international zu vertreten. Dabei nahm er mit der U20-Nationalmannschaft an der U20-Weltmeisterschaft 2010 teil und gewann dort die Silbermedaille, wobei man im Finale den USA unterlag. Für die A-Nationalmannschaft Kanadas debütierte der Angreifer im Rahmen des Deutschland Cups 2016, bei dem das Team Canada ebenfalls die Silbermedaille errang. Im Januar 2018 wurde bekanntgegeben, dass Kozun zum kanadischen Aufgebot bei den Olympischen Winterspielen 2018 gehören soll. Dabei profitierte er von der Entscheidung der NHL, die Saison für diese Olympiade nicht zu unterbrechen und ihre Spieler somit für eine Teilnahme zu sperren. In Pyeongchang gewann Kozun schließlich die Bronzemedaille mit der Mannschaft.

## Erfolge und Auszeichnungen
| - 2009 WHL East First All-Star Team - 2010 Ed-Chynoweth-Cup-Gewinn mit den Calgary Hitmen - 2010 Bob Clarke Trophy - 2010 CHL Top Scorer Award - 2010 WHL East First All-Star Team | - 2016 Teilnahme am KHL All-Star Game - 2017 Teilnahme am KHL All-Star Game - 2018 Teilnahme am KHL All-Star Game - 2021 Belarussischer Pokalsieger mit dem HK Dinamo Minsk |

### International
- 2010 Silbermedaille bei der U20-Weltmeisterschaft
- 2018 Bronzemedaille bei den Olympischen Winterspielen

## Karrierestatistik

### International
Vertrat Kanada bei:
- U20-Junioren-Weltmeisterschaft 2010
- Olympischen Winterspielen 2018

(Legende zur Spielerstatistik: Sp oder GP = absolvierte Spiele; T oder G = erzielte Tore; V oder A = erzielte Assists; Pkt oder Pts = erzielte Scorerpunkte; SM oder PIM = erhaltene Strafminuten; +/− = Plus/Minus-Bilanz; PP = erzielte Überzahltore; SH = erzielte Unterzahltore; GW = erzielte Siegtore; 1 Play-downs/Relegation; Kursiv: Statistik nicht vollständig)